# Jack Stacey
Jack Stacey, né le 6 avril 1996 à Bracknell en Angleterre, est un footballeur anglais qui joue au poste d'arrière droit à Norwich City.

## Biographie

### Débuts professionnels
Jack Stacey est formé au Reading FC, qu'il rejoint en 2004 à l'âge de 8 ans. Il signe son premier contrat professionnel à 17 ans le 10 décembre 2013.

### Luton Town
Le 26 juin 2017 Jack Stacey rejoint Luton Town, club de League Two, pour un contrat de deux ans. Il joue son premier match sous ses nouvelles couleurs le 5 août 2017 contre Yeovil Town en championnat. Il est titularisé lors de cette rencontre remportée largement par son équipe sur le score de huit à deux. Terminant deuxième au classement cette saison-là, Luton Town est promu à l'échelon supérieur.
C'est donc en League One que Stacey évolue lors de la saison 2018-2019. Il joue un total de 45 matchs cette saison-là, pour quatre buts et huit passes décisives.

### AFC Bournemouth
Le 8 juillet 2019, Jack Stacey s'engage avec l'AFC Bournemouth pour un contrat de quatre saisons. Il joue son premier match de Premier League le 15 septembre 2019 contre l'Everton FC. Il est titularisé ce jour-là et son équipe s'impose par trois buts à un. Le club est relégué à l'issue de la saison 2019-2020.
Bournemouth retrouve donc la Championship lors de la saison 2020-2021. Stacey se fait remarquer dès la première journée, le 12 septembre 2020 contre Blackburn Rovers en inscrivant son premier but pour Bournemourh en ouvrant le score. Son équipe s'impose finalement par trois buts à deux.

### Norwich City
Lors de l'été 2023, Jack Stacey rejoint Norwich City. Le transfert est annoncé dès le 31 mai 2023 et il signe un contrat de trois ans, soit jusqu'en juin 2026.

## Palmarès

### En club
- AFC Bournemouth
  - Vice-champion d'Angleterre de deuxième division en 2022.